# Ґуровихи
Ґуровихи (пол. Górowychy) — село в Польщі, у гміні Прабути Квідзинського повіту Поморського воєводства.
Населення — 146 осіб (2011).
У 1975-1998 роках село належало до Ельблонзького воєводства.

## Демографія
Демографічна структура станом на 31 березня 2011 року:
|          | Загалом | Допрацездатний вік | Працездатний вік | Постпрацездатний вік |
| -------- | ------- | ------------------ | ---------------- | -------------------- |
| Чоловіки | 69      | 17                 | 46               | 6                    |
| Жінки    | 77      | 14                 | 48               | 15                   |
| Разом    | 146     | 31                 | 94               | 21                   |